# Shaker Mahmoud
Shaker Mahmoud Hamza (5 de maio de 1960) é um ex-futebolista profissional iraquiano, que atuava como meia.

## Carreira
Shaker Mahmoud fez parte do elenco da histórica Seleção Iraquiana de Futebol da Copa do Mundo de 1986 